# 마이타이

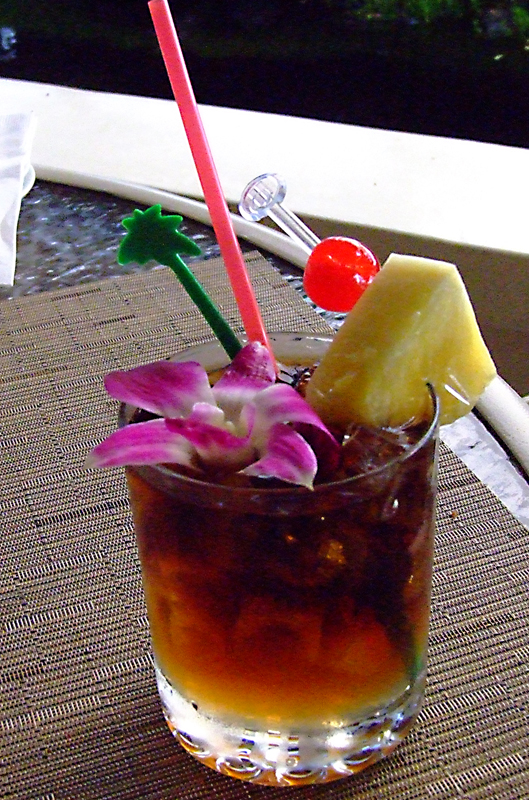
마이타이.

마이타이(Mai Tai)는 럼 기반의 칵테일로, 트로피컬 칵테일의 여왕이라 불린다. 감미롭고 간편하게 마실 수 있다.

## 요리법
마이타이에는 수많은 요리법이 존재한다. 그 가운데 7개에는 트레이더 빅(Trader Vic)의 3가지 버전의 요리법과 돈 더 비치콤버(Don the Beachcomber)의 요리법이 포함되며 해당 내용은 위키책에 기술되어 있다. 보통 많은 종류의 꽃과 과일을 사용해서 화려하게 장식한다.

## 유래
타히티어로 '최고'라는 뜻이며 하와이 와이키키 해변 호텔에 있는 술집에서 바텐더가 특제 칵테일로 만든 칵테일이다.
1. ↑  Winstanley, Ben (2023년 10월 23일). “In the Vic of time: the storied history of the infamous Mai Tai cocktail” (영어). 2024년 10월 22일에 확인함.
2. ↑  “History of the Mai Tai Cocktail - Level up” (영어). 2024년 10월 22일에 확인함.